# Aizarnazabal
Aizarnazabal (baskisch und offiziell; spanisch Aizarnazábal) ist ein Dorf und eine Gemeinde in der Provinz Gipuzkoa in der spanischen Autonomen Gemeinschaft Baskenland mit 780 Einwohnern (Stand: 2024). 

## Geographie
Aizarnazabal liegt im Norden der iberischen Halbinsel etwa 29 Kilometer westsüdwestlich von Donostia-San Sebastián und etwa 75 Kilometer östlich von Bilbao in einer Höhe von ca. 60 m. Der Río Urola begrenzt die Gemeinde im Nordosten. 
Das Klima ist wegen der Nähe zur Küste noch stark vom Seeklima mit gemäßigten Sommern und milden Wintern geprägt.

## Bevölkerungsentwicklung
| Jahr      | 1970 | 1981 | 1991 | 2001 | 2011 | 2021 |
| Einwohner | 551  | 499  | 531  | 533  | 733  | 795  |

## Sehenswürdigkeiten

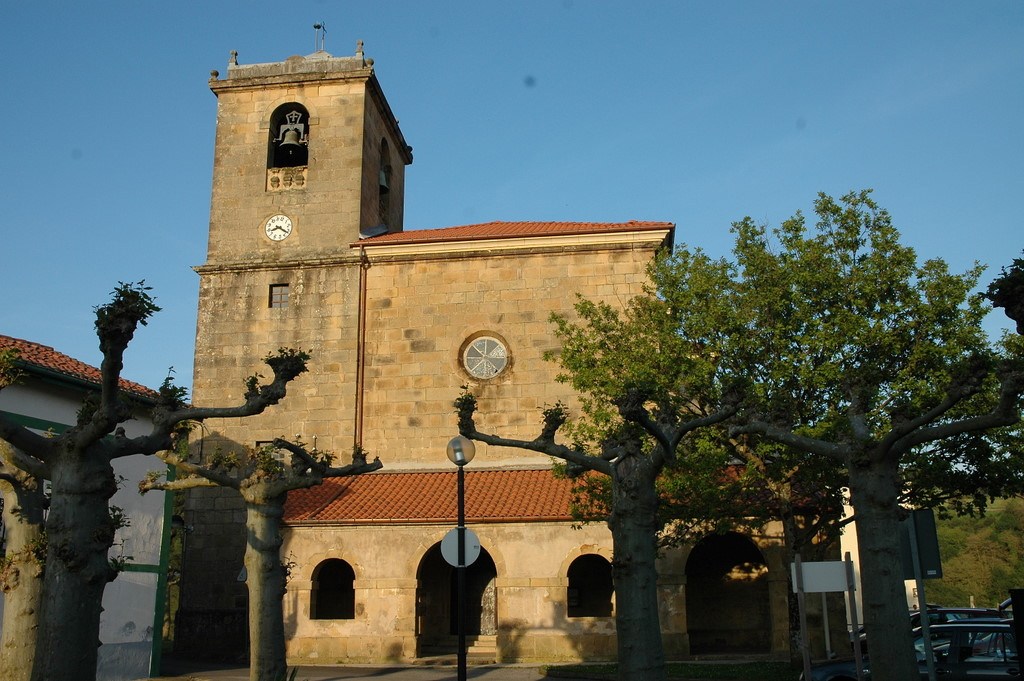
Michaeliskirche
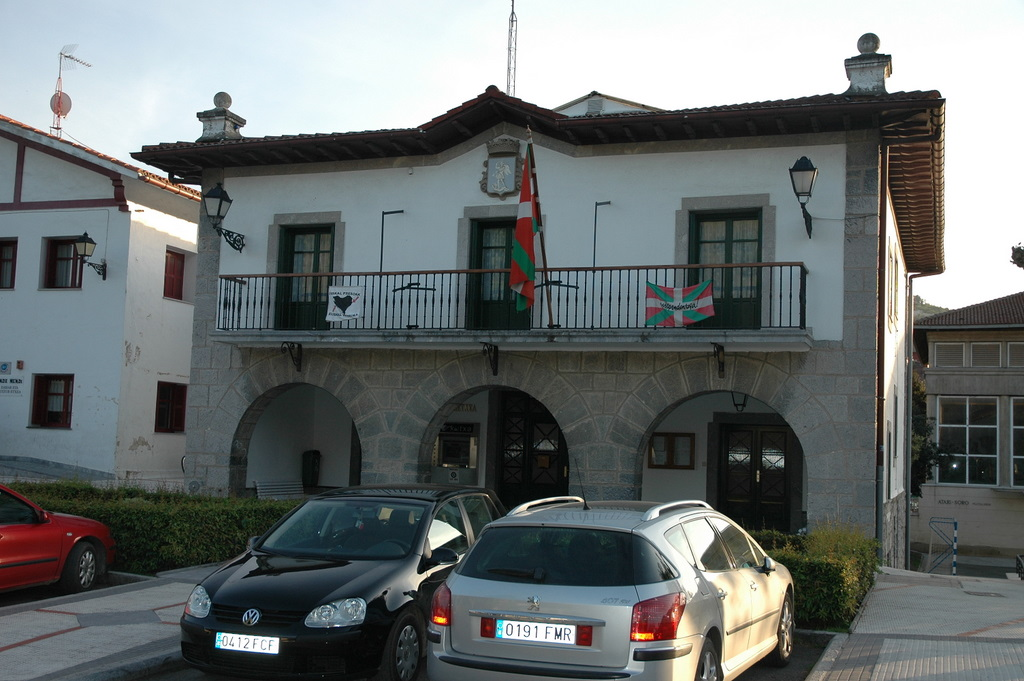
Rathaus

- Michaeliskirche
- Rathaus

## Söhne und Töchter der Stadt
- Jose Manuel Urtain (1943–1992), Boxer